# Das Ende aller Dinge
Das Ende aller Dinge (kurz EAD) ist der Titel eines Aufsatzes von Immanuel Kant in der Berlinischen Monatsschrift Nr. 23 vom Juni 1794, in dem er sich mit dem Übergang der Zeitlichkeit zur Ewigkeit befasst. Ein Gedanke, der mit dem Tod eines Menschen, aber auch mit der Vorstellung vom Ende der Welt entsteht. Der Titel des Aufsatzes ist angelehnt an die biblische Endzeiterwartung: „Es ist aber nahe gekommen das Ende aller Dinge“ (1. Petr. 4,7), mit der sich Kant kritisch auseinandersetzt. In einem Brief an den Herausgeber hatte Kant den Aufsatz als eine Arbeit beschrieben, „welche teils kläglich teils lustig zu lesen sein wird“. (Kant: Brief vom 10. April 1794 in: 11: 497) Mit der Frage nach dem Endzweck der Geschichte ist der Aufsatz zugleich eine geschichtsphilosophische Betrachtung.
Kant setzt hier Gedanken, die er in der Kritik der reinen Vernunft (KrV), in der Kritik der praktischen Vernunft (KpV) und in seiner Schrift Die Religion innerhalb der Grenzen der bloßen Vernunft (Rel) entwickelt hatte, in Hinblick auf die Frage der Eschatologie fort. Die Zeitlichkeit ist für den Menschen erfahrbar. Zeit ist „die Form des inneren Seins, d.i. des Anschauens unserer selbst und unseres inneren Zustandes“ (KrV B 49). „Die Zeit ist die formale Bedingung a priori aller Erscheinungen überhaupt“ (KrV B 50). Zeit bedeutet in der Einbildungskraft „das, was nicht mehr ist, was noch nicht ist, durch das, was gegenwärtig ist, in einer zusammenhängenden Erfahrung zu verknüpfen.“ (KrV B 184)

## Inhalt
Die Frage nach dem Ende aller Dinge ist ein zeitlogisches Problem. Man kann sich die Zeit als einen kontinuierlich fortlaufenden linearen Prozess ohne Anfang und Ende vorstellen. In diesem Bild hat die Rede von einem Ende aller Dinge keinen Sinn. Das Gegenbild ist ein Kosmos, der einen Anfang und ein Ende hat.
„Also muß damit ein Ende aller Zeit bei ununterbrochener Fortdauer des Menschen, diese Dauer aber (sein Dasein als Größe betrachtet) doch auch als eine mit der Zeit ganz unvergleichbare Größe ( duratio Noumenon ) gemeint sein, von der wir uns freilich keinen (als bloß negativen) Begriff machen können.“ (EAD 8:326)
Die Ewigkeit kann der Mensch nicht erkennen. Sie ist eine regulative Idee wie Gott, die Freiheit und die Unsterblichkeit der Seele, weil die Vernunft danach strebt, auch das zu denken, was jenseits aller Erfahrung liegt. Diese Ideen sind theoretisch nicht beweisbar, praktisch ist es aber sinnvoll, ihre Existenz anzunehmen. Ewigkeit bedeutet Stillstand in jeglicher Beziehung, weil es keine zeitlichen Abläufe mehr gibt.
„Dieser Gedanke hat etwas Grausendes in sich: weil er gleichsam an den Rand eines Abgrunds führt, aus welchem für den, der darin versinkt, keine Wiederkehr möglich ist ("Ihn aber hält am ernsten Orte, Der nichts zurücke läßt, Die Ewigkeit mit starken Armen fest." Haller); und doch auch etwas Anziehendes: denn man kann nicht aufhören, sein zurückgeschrecktes Auge immer wiederum darauf zu wenden (nequeunt expleri corda tuendo. Vergil).“ (EAD 8:326)
Abschreckung und Anziehung führen zum Gefühl des Erhabenen. Das Denken an die Ewigkeit ist ein mysterium tremendum et fascinosum. Es geht hier also um eine ästhetische Reflexion. Einbildungskraft und Gefühl ersetzen hier das rationale Denken. Dieser Gedanke wird „unter allen vernünftelnden Völkern, zu allen Zeiten, auf eine oder andre Art eingekleidet, angetroffen“. (EAD 8:327) Nach diesen einleitenden Überlegungen kommt Kant unvermittelt zu dem Gedanken, den er selbst mit der Frage nach dem Ende aller Dinge verknüpft. Diese ist für ihn zwar theoretisch nicht beantwortbar, unter praktisch-moralischen Gesichtspunkten aber relevant.
„Indem wir nun den Übergang aus der Zeit in die Ewigkeit (diese Idee mag, theoretisch, als Erkenntniß=Erweiterung, betrachtet, objective Realität haben oder nicht), so wie ihn sich die Vernunft in moralischer Rücksicht selbst macht, verfolgen, stoßen wir auf das Ende aller Dinge als Zeitwesen und als Gegenstände möglicher Erfahrung: welches Ende aber in der moralischen Ordnung der Zwecke zugleich der Anfang einer Fortdauer eben dieser als übersinnlicher, folglich nicht unter Zeitbedingungen stehender Wesen ist, die also und deren Zustand keiner andern als moralischer Bestimmung ihrer Beschaffenheit fähig sein wird.“ (EAD 8:327)
Wenn man an das Ende aller Tage denkt, so wird der letzte Tag zugleich als der jüngste Tag bezeichnet. Dieser ist noch Teil der abgelaufenen Zeit. Er ist im Christentum der Tag des Jüngsten Gerichts.
„Er ist ein Gerichtstag; das Begnadigungs= oder Verdammungs Urtheil des Weltrichters ist also das eigentliche Ende aller Dinge in der Zeit und zugleich der Anfang der (seligen oder unseligen) Ewigkeit, in welcher das Jedem zugefallne Loos so bleibt, wie es in dem Augenblick des Ausspruchs (der Sentenz) ihm zu Theil ward.“ (EAD 8:328)
Kant stellt die grundsätzliche Frage: „Warum erwarten die Menschen überhaupt ein Ende der Welt?“ (EAD 8:330) Seine Antwort lautet, dass die Vernunft annehmen muss,
„daß die Dauer der Welt nur sofern einen Werth hat, als die vernünftigen Wesen in ihr dem Endzweck ihres Daseins gemäß sind, wenn dieser aber nicht erreicht werden sollte, die Schöpfung selbst ihnen zwecklos zu sein scheint: wie ein Schauspiel, das gar keinen Ausgang hat und keine vernünftige Absicht zu erkennen giebt.“ (EAD 8:331)
Kant gliedert seine Analyse des Begriffs vom Ende aller Dinge nach drei Interpretationsmöglichkeiten, die erkenntnistheoretisch zu überprüfen sind:
„1) in das natürliche Ende aller Dinge nach der Ordnung moralischer Zwecke göttlicher Weisheit, welches wir also (in praktischer Absicht) wohl verstehen können,
2) in das mystische (übernatürliche) Ende derselben in der Ordnung der wirkenden Ursachen, von welchen wir nichts verstehen,
3) in das widernatürliche (verkehrte) Ende aller Dinge, welches von uns selbst dadurch, daß wir den Endzweck mißverstehen, herbeigeführt wird,“ (EAD 8: 333)
Den ersten Zugang als Verständnis, dass das Ende aller Dinge mit dem moralisch-praktischen Endzweck des Menschen gleichzusetzen ist, hat er bereits angesprochen. Dahinter steht die teleologische Vorstellung, dass der Mensch von Natur aus sich immer weiter vervollkommnet, bis in einer bürgerlichen Gesellschaft das „höchste Gut“, d. h. die Einheit von Moralität und Glückseligkeit als Endziel erreicht wird. Das höchste Gut ist die „unbedingte Totalität des Gegenstandes der reinen praktischen Vernunft“ (KpV 5: 108). Dieses ist der „Gegenstand des Begehrungsvermögens vernünftiger endlicher Wesen“ (KpV 5: 110). Die Vernunft sagt dem Menschen, dass das Fortschreiten hin zu seinem Endzweck zur Verwirklichung des höchsten Gut führt. Das Erreichen dieses Ziels kann „als Ende der Dauer der Welt vorgestellt“ werden. Weil er endlich ist, kann der Mensch nicht erwarten, im Fortschreiten auf das Endziel (das höchste Gut), dieses auch zu erreichen.
„Gleichwohl ist diese Idee, so sehr sie auch unsre Fassungskraft übersteigt, doch mit der Vernunft in praktischer Beziehung nahe verwandt. Wenn wir den moralisch=physischen Zustand des Menschen hier im Leben auch auf dem besten Fuß annehmen, nämlich eines beständigen Fortschreitens und Annäherns zum höchsten (ihm zum Ziel ausgesteckten) Gut: so kann er doch (selbst im Bewußtsein der Unveränderlichkeit seiner Gesinnung) mit der Aussicht in eine ewig dauernde Veränderung seines Zustandes (des sittlichen sowohl als physischen) die Zufriedenheit nicht verbinden.“ (EAD 8: 335)
Eine schwärmerische Mystik mit der Idee vom Ende aller Dinge zu verbinden, lehnt Kant grundsätzlich als undenkbar und deshalb als irrational ab.
„Darüber geräth nun der nachgrübelnde Mensch in die Mystik (denn die Vernunft, weil sie sich nicht leicht mit ihrem immanenten, d.i. praktischen, Gebrauch begnügt, sondern gern im Transcendenten etwas wagt, hat auch ihre Geheimnisse), wo seine Vernunft sich selbst, und was sie will, nicht versteht, sondern lieber schwärmt, als sich, wie es einem intellectuellen Bewohner einer Sinnenwelt geziemt, innerhalb den Gränzen dieser eingeschränkt zu halten.“ (EAD 8: 335)
Der dritte, ebenfalls nicht gangbare Weg schließlich sind Überlegungen zur Bestimmung des Endzwecks, die in sich nicht schlüssig oder reine Phantasiegebilde über ein Leben nach dem Ende aller Dinge sind. Dies ist etwa der Fall, wenn das Nachdenken über die Ewigkeit damit verbunden wird, dass „die Menschen sich endlich doch einer ewigen Ruhe zu erfreuen haben möchten, welche denn ihr vermeintes seliges Ende aller Dinge ausmacht; eigentlich ein Begriff, mit dem ihnen zugleich der Verstand ausgeht und alles Denken selbst ein Ende hat.“ (EAD 8:335 f.) Kant kritisiert hier „das System des Laokin“ (die Philosophie des Laozi), die das höchste Gut als einen Bewusstseinszustand im Nichts und entsprechende Meditationen lehrt, ebenso wie den (asiatischen) Pantheismus, mit dem auch der Spinozismus sowie entsprechende Emanationslehren verwandt sind. (siehe hierzu EAD 8:336). Kant bezeichnet Versuche, solchen Torheiten zu entgehen als „ein Kleinod, welchem auch der beste Mensch nur nachjagen kann“ (EAD 8:337).
Kant wendet sich in seinen Betrachtungen schließlich dem Christentum zu. „Das Christenthum hat außer der größten Achtung, welche die Heiligkeit seiner Gesetze unwiderstehlich einflößt, noch etwas Liebenswürdiges in sich.“ (EAD 8:338) Mit Liebenswürdigkeit meint Kant keine personale Liebenswürdigkeit, sondern die Lehre vom Prinzip der Achtung, durch das man seine Pflichten als Christ erfüllt. Wenn man aber das Gebot der Nächstenliebe mit einer äußeren Autorität durchsetzen will, so verschwindet diese Liebenswürdigkeit, „denn es ist ein Widerspruch, jemanden zu gebieten, daß er etwas nicht allein thue, sondern es auch gern thun solle.“ (EAD 8:338)
„Es ist also die liberale Denkungsart – gleichweit entfernt vom Sklavensinn und von Bandenlosigkeit –, wovon das Christenthum für seine Lehre Effect erwartet, durch die es die Herzen der Menschen für sich zu gewinnen vermag, deren Verstand schon durch die Vorstellung des Gesetzes ihrer Pflicht erleuchtet ist. Das Gefühl der Freiheit in der Wahl des Endzwecks ist das, was ihnen die Gesetzgebung liebenswürdig macht.“ (EAD 8: 338)
Kant warnt davor, das Liebesgebot mit formalen Geboten durchsetzen zu wollen.
„Sollte es mit dem Christenthum einmal dahin kommen, daß es aufhörte liebenswürdig zu sein (welches sich wohl zutragen könnte, wenn es statt seines sanften Geistes mit gebieterischer Autorität bewaffnet würde): so müßte, weil in moralischen Dingen keine Neutralität (noch weniger Coalition entgegengesetzter Principien) Statt findet, eine Abneigung und Widersetzlichkeit gegen dasselbe die herrschende Denkart der Menschen werden; und der Antichrist, der ohnehin für den Vorläufer des jüngsten Tages gehalten wird, würde sein (vermuthlich auf Furcht und Eigennutz gegründetes), obzwar kurzes Regiment anfangen: alsdann aber, weil das Christenthum allgemeine Weltreligion zu sein zwar bestimmt, aber es zu werden von dem Schicksal nicht begünstigt sein würde, das (verkehrte) Ende aller Dinge in moralischer Rücksicht eintreten.“ (EAD 8:338)
Kant verzichtet hier gezielt auf eine Diskussion über die Auferstehung Jesu Christi und die Jenseitserwartung des Christentums und konzentriert sich auf die moralphilosophische Lehre, die zugleich mit seiner eigenen Moralphilosophie und mit seiner Erkenntnistheorie in Einklang steht. Nur so ist das Christentum eine „auf der Idee moralischer Selbstbestimmung basierende[n] Vernunftreligion“, die „die Herzen der Menschen für sich zu gewinnen vermag, deren Verstand schon durch die Vorstellung des Gesetzes ihrer Pflicht erleuchtet ist.“ (EAD 8 :338) Zugleich kann man den letzten zitierten Absatz, der zugleich der letzte Absatz des Aufsatzes ist, als eine Kritik sehen in Hinblick auf „das gängige, landläufig praktizierte, klerus- und staatskonforme Christentum seiner Zeit, das sich als statutarische Religion allein auf Offenbarung und die ewige Wahrheit der Schrift gründet und aus dieser ihre eigene Autorität und die Normen und Regeln moralischen Handelns ableitet“.

## Ausgaben
- Immanuel Kant: Denken wagen. Der Weg aus der selbstverschuldeten Unmündigkeit, Reclam, Stuttgart 2017, S. 60–77
- Immanuel Kant, Werkausgabe in 12 Bänden, hrsg. von Wilhelm Weischedel, Suhrkamp, Frankfurt 1977, Band XI: Schriften zur Anthropologie, Geschichtsphilosophie, Politik und Pädagogik. Band 1
- Immanuel Kant. Was ist Aufklärung? Ausgewählte kleine Schriften, mit einem Text zur Einführung von Ernst Cassirer, hrsg. von  Horst D. Brandt, Meiner, Hamburg 1999, S. 62–76
- Kants populäre Schriften, hrsg. von Paul Menzer, Georg Keimer, Berlin 1911, Nachdruck de Gruyter, Berlin 2019, S. 289–308
- I. Kant: Das Ende aller Dinge, 1794 (AA VIII, S. 325)
- Vorarbeit zu Das Ende aller Dinge (AA XXIII, S. 149)